# Тахаєв Халіль Янович
Халіль Янович Тахаєв (1908—1986) — башкирський радянський економіко-географ, кандидат географічних наук (1947). Заслужений діяч науки Башкирської АРСР (1968), заслужений діяч культури РРФСР (1978).

## Біографія
Тахаєв Халіль Янович (Яруллович) народився 17 лютого 1908 року в селі Ісламбахти Белебеєвського повіту Уфимської губернії (нині Єрмекеєвського району Республіки Башкортостан).
У 1924—1928 і 1930—1931 роках працював у Красноярському краї. У 1930 році в Томську закінчив радянсько-партійну школу.
Після закінчення в 1936 році Московського педагогічного інституту імені В. І. Леніна, почав працювати директором Уфимської зразкової татарської школи народного комісаріату освіти Башкирської АРСР.
З квітня 1938 року був заступником директора Башкирського інституту удосконалення вчителів. З вересня 1938 року займав посаду начальника управління у справах мистецтв при Раді народних комісарів Башкирської АРСР.
У 1941—1942 роках працював інструктором Башкирського обласного комітету ВКП (б). Брав участь у німецько-радянській війні.
У 1946—1951 роках був співробітником Географічного інституту Академії наук СРСР.
У 1951—1973 роках обіймав посаду завідувача відділу Башкирської філії Академії наук СРСР:
- з 1955 року — старший науковий співробітник;
- з 1967 року — завідувач сектором.

У той же час у 1951—1955 роках працював завідувачем кафедри економічної географії Башкирського педагогічного інституту імені К. А. Тімірязєва.

## Наукова діяльність
Халіль Тахаєв є автором понад 40 наукових праць. Наукова діяльність присвячена дослідженням розвитку та розміщення виробничих сил Башкирської АРСР. У його працях вперше були дані комплексна економіко-географічна характеристика республіки, виділені економіко-географічні райони та природні ландшафти республіки, які вимагають диференційованого підходу при їх господарському освоєнні.

## Праці
- Башкирия: экономико-географическая характеристика. — М.: Государственное издательство географической литературы, 1950. — 328 с.
- Уфа — столица Башкирской АССР. Ответственный редактор Г. Ф. Шафиков. — Москва: Государственное издательство географической литературы, 1952. (соавтор, вместе с И. И. Пархоменко)
- Природные условия и ресурсы Башкирской АССР. — Уфа: Башкнигоиздат, 1959. — 296 с.
- Уфа — столица Башкирской АССР. — Уфа: Башкнигоиздат, 1961. — 128 с. (соавтор, вместе с И. И. Пархоменко)
- Уфа: Справочник-путеводитель. — Уфа: Башкнигоиздат, 1966. — 239 с. (соавтор, вместе с Л. Н. Фениным и М. Н. Куприяновой)
- Вопросы экономики промышленности Башкирской АССР: Сборник статей / Под ред. Х. Я. Тахаева и А. Х. Хайруллина; АН СССР. Башк. филиал. Отд. экон. исследований. — Уфа, 1969. — 160 с.
- Вопросы повышения эффективности размещения промышленности Башкирской АССР: Сборник статей / Под ред. доц. Х. Я. Тахаева; АН СССР. Башк. филиал. Отд. экон. исследований. — Уфа, 1972. — 119 с.